# Eidgenössisches Sängerfest 1862
Das 10. Eidgenössische Sängerfest fand vom 19. bis 21. Juli 1862 in Chur statt. Somit fand das Sängerfest erstmals nicht in einer ursprünglich deutschsprachigen Stadt statt (Chur ist seit dem 15. Jahrhundert deutschsprachig). Insgesamt nahmen 1800 Sänger in 47 Vereinen teil, darunter zum ersten Mal ein Chor aus dem Tessin. Organisiert wurde das Fest vom Gemischten Chor Chur.
Festpräsident war der Bündner Nationalrat Johann Gaudenz Dietegen von Salis-Seewis. Präsident des Preisgerichts war der Berner Chorpionier Johann Rudolf Weber, Festdirektor der Gesamtaufführung war der Churer Dirigent Eusebius Käslin.

## Rangliste
- 1. Preis: Berner Liedertafel und Basler Liedertafel (ex aequo)
- 3. Preis: nicht verliehen